# Monterrey (Ecuador)
Monterrey ist eine Ortschaft und eine Parroquia rural („ländliches Kirchspiel“) im Kanton La Concordia der ecuadorianischen Provinz Santo Domingo de los Tsáchilas. Die Parroquia besitzt eine Fläche von 102,38 km². Die Einwohnerzahl in dem Areal lag im Jahr 2010 bei 5312.

## Lage
Die Parroquia Monterrey liegt im Tiefland westlich der Cordillera Occidental im Nordwesten der Provinz Santo Domingo de los Tsáchilas. Der Río Búa durchfließt die Parroquia im westnordwestlicher Richtung. Der Río Guabal und der Río Quinindé begrenzen das Verwaltungsgebiet im Südwesten und im Westen. Der 200 m hoch gelegene Hauptort befindet sich 11,5 km westsüdwestlich vom Kantonshauptort La Concordia. Die Fernstraße E385 von La Concordia zur E382 (El Carmen–Pedernales) durchquert das Verwaltungsgebiet in Ost-West-Richtung und passiert dabei dessen Hauptort.
Die Parroquia Monterrey grenzt im Norden an die Parroquia La Unión (Provinz Esmeraldas, Kanton Quinindé), im Osten an die Parroquia La Villegas, im Südosten an die Parroquia San Jacinto del Búa (Kanton Santo Domingo), im Südwesten an die Parroquia San Pedro de Suma (Kanton El Carmen, Provinz Manabí) sowie im Westen an die Parroquia Chibunga (Kanton Chone, Provinz Manabí).

## Geschichte
Die Gründung der Parroquia Monterrey wurde am 1. November 2011 im Registro Oficial N° 568 bekannt gemacht und wirksam.